# Víctor Fernández Braulio
Víctor Fernández Braulio (* 28. November 1960 in Saragossa) ist ein spanischer Fußballtrainer. 

## Trainerlaufbahn

### Die Anfänge
Als Spieler war Fernández in Saragossa bei Stadium Casablanca in einer regionalen Liga und bei CD Sariñena in der Tercera División als Mittelstürmer aktiv. Er war zwei Jahre lang Jugendtrainer bei Stadium Casablanca und machte 1988 als Jahrgangsbester die spanische Trainerprüfung. Er arbeitete zunächst bis 1990 als zweiter Trainer unter Radomir Antić bei Real Saragossa, bevor er 1990 die B-Mannschaft des Vereins, Deportivo Aragón, alleinverantwortlich übernahm. Nach der Entlassung von Ildo Maneiro als Trainer der Profimannschaft übernahm zunächst übergangsweise das Traineramt bei Real Saragossa. Aufgrund der Erfolge, die der damals noch sehr junge Trainer erzielte, dauerte seine Tätigkeit bei Saragossa letztlich sechs Jahre, in denen seine Mannschaft unter anderem 1994 die Copa del Rey und im darauffolgenden Jahr den Europapokal der Pokalsieger gewann.

### Weitere Stationen
Seine nächste Trainerstation war CD Teneriffa, das er jedoch bereits nach 10 Spielen wieder verließ. Es folgten vier Jahre in Galicien bei Celta Vigo. In den Jahren 2002 bis 2004 trainierte er das andalusische Traditionsteam von Real Betis. Von 2004/05 folgte ein Engagement beim portugiesischen Spitzenclub FC Porto als Nachfolger vom international renommierten José Mourinho nach dessen Wechsel zum FC Chelsea. Ein halbes Jahr nur sollte sein Aufenthalt im portugiesischen Fußball dauern, bis Fernández bei den Portugiesen entlassen wurde. Er übernahm anschließend den frei werdenden Trainerposten bei seinem Heimatclub Real Saragossa. Im Jahr 2006 erreichte er mit seiner Mannschaft das Finale der Copa del Rey, so wie einen beachtlichen 6. Platz in der Saison 2006/07. 
Trotz alle dem wurde er nach einer enttäuschenden Hinrunde (Ausscheiden in Copa del Rey und UEFA-Pokal) und einem schwachen Mittelfeldplatz im Januar 2008 entlassen und durch Ander Garitano ersetzt.